# پارک ملی بند امیر
پارک ملی بند امیر نخستین پارک ملی افغانستان است که در سال ۲۰۰۹ به‌طور رسمی توسط دولت اعلام شد. این پارک در ولایت بامیان، در قلب منطقه هزاره‌جات، واقع شده و از مشهورترین جاذبه‌های طبیعی افغانستان به شمار می‌رود. بند امیر به مجموعهٔ هفت دریاچه در بلندی‌های هندوکش در ولایت بامیان گفته می‌شود که با سدهای طبیعی از یکدیگر جدا شده‌اند. آب این دریاچه‌ها توسط چشمه‌ها تأمین می‌گردد.

## موقعیت جغرافیایی
پارک ملی بند امیر در مرکز افغانستان (هزارستان)، در ولایت بامیان و در منطقه‌ای کوهستانی واقع شده است، این بند در فاصلهٔ ۲۱۵ کیلومتری کابل ۷۵ کیلومتری شهر بامیان و در میان هندوکش شرقی و رشته‌ کوه بابا در مرکز کشور قرار دارد.
بندامیر با ارتفاعی نزدیک به ۳٬۰۰۰ متر، در طول وادی رودخانه‌ای که نام خود را از آن می‌گیرد، امتداد دارد. این منطقه  شامل چند روستا در امتداد درهٔ بند امیر است که به به ولسوالی نمر یک یکاولنگ مربوط است. و با سه گذرگاه صعب العبور قابل دسترسی است: گذرگاه شهیدان (۹٬۹۴۵ پا)، گذرگاه شیبرتو (۱۰٬۲۳۵ پا) و خان کوتل (۱۱٬۶۶۰ پا).

## ویژگی‌های اصلی
- مناظر طبیعی: دریاچه‌های مانند بند پنیر، بند هیبت و سایر رنگ‌های شگفت‌انگیر آبی تا فیروزه‌ای دارد که ناشی از آب غنی از کلسیم و تراورتین است.[۵]
- جنسی از تراورتین: سدهای آزمونی از جنس تراوتین در جهان بسیار نادرند و بند امیر یکی از معدود نمونه‌های طبیعی آن است که شانس ثبت در میراث یونسکو دارد.[۶][۷]
- ارتفاع و آب‌وهوا: در ارتفاع حدود ۲،۹۰۰-۳،۵۰۰ متر قرار دارد و دارای اقلیم سرد کوهستانی است.[۸]

## مشخصات طبیعی
بند امیر دارای ۶ دریاچه است و آب آن از چشمه‌ای معروف به نام کپرک که تقریباً ۹ مایل از بندامیر فاصله دارد سرچشمه می‌گیرد: بند غلامان، بند ذوالفقار، بند پنیر، بند قنبر، بند پودینه و بند هیبت که توسط دیوارهای سنگی شیب‌دار تراورتن احاطه گردیده. مردم محلی، بنای آن را به علی ابن ابی‌طالب و معجزاتش نسبت می‌دهند؛ و در این مورد داستانی هم دارد که سر زبان همه افغان هاست.
- بزرگ‌ترین جهیل این منطقه بند ذوالفقار (به معنای «شمشیر علی ابن ابی‌طالب») است که ۴۹۰ هکتار زمین را احاطه کرده.
- کوچک‌ترین جهیل، جهیل غلامان است که سه چهارم مایل طول دارد.
- زیباترین و عمیق‌ترین جهیل در بین آن‌ها جهیل هیبت است که تقریباً ۲ مایل طول و۵۰۰ یارد عرض دارد و از نظر بزرگی سومین جهیل است که با زمینهٔ تپه‌های عقیم و لایزرعی با آبی به رنگ یاقوت سبز، که صحنهٔ خارق‌العاده رابه نمایش می‌گذارد.
- بند پنیر بلافاصله در زیر بند ذوالفقار که تقریباً ۱۵۰ یارد عرض دارد و با دیواری سفیدی چون پنیر که زیبایی خاصی دارد است.[۹]

آب زلال بند امیر، جهانگردان بسیاری را به خود جلب کرده و شیعیان آن را شفابخش می‌داند.

## تبدیل به پارک ملی
مناظر زیبا، دلپذیر و دلچسب این منطقه دولت مرکزی را واداشت تا بند امیر را بعنوان اولین پارک ملی در افغانستان اعلام کند، این بند یکی از عجایب طبیعی افغانستان به حساب می‌آید.
به اساس آمار مقام ولایت بامیان، در سال ۱۳۹۷ خورشیدی در حدود ۴۰۰ هزار نفر از پارک ملی بند امیر و بامیان دیدن نموده بودند و از این بابت بیش از چهار میلیارد افغانی عاید ناخالص به دست آمده بود که ۱۰۰ هزار گردشگر تنها در مدت یک هفته روزهای عید قربان از پارک ملی بند امیر و بامیان بازدید نموده بودند.

## اهمیت فرهنگی و اجتماعی
بند امیر دارای اهمیت فرهنگی نیز هست و روایت‌های محلی پیوندهایی با حضرت علی(ع) و نام‌های بخصوص در دریاچه‌ها دارد.

#### گردشگری و اقتصاد محلی
- پس ار تأسس پارک تعداد گردشگران به تدریج افزایش یافته است. در سال ۲۰۱۸م بیش از ۱۶۹،۹۰۰ بازدیدکننده (عمدتاً شهروندان افغانستان) از پارک بازدید کردند. [۱۳]
- ایجاد این پارک نقطه آغاز یک سیستم حفاظت از محیط زیست در افغانستان دانسته می‌شود.

## مشکلات بازدید کنندگان
زمین خشن، فلات سنگی، فقدان امکانات اولیه و جاده‌های تخریب شده توسط شبه نظامیان محلی و طالبان است. ماهیگیری با استفاده از برق و مواد منفجره از قبیل نارنجک می‌شده‌است. دولت افغانستان در سال ۲۰۰۸ استفاده از قایق‌های با موتور بنزینی را ممنوع کرد.

## حیات وحش
در بند امیر جانوران و پرندگان زیادی وجود دارد. جانوران وحشی این منطقه عبارتند از گوسفند کوهی، آهوی نخشیر، گرگ و روباه و همچنین جانوران دم دراز مانند موش کوهی نیز در این منطقه دیده شده‌است. عقاب و باشه نیز از پرندگان معروف این منطقه هستند. بند امیر همچنین ماهی ویژه‌ای دارد که به رنگ زرد طلایی بوده و به اندازهٔ قابل توجهی‌اند و در محل به «چوش» (chush) معروفند.
در گذشته پلنگ برفی نیز در این پارک وجود داشته‌است که امروزه نسل آن در منطقه به دلیل شکار از میان رفته‌است. که البته در زمستان سال ۱۳۹۷ چندین قلاده پلنگ برفی در منطقه دیوخانهٔ بند امیر دیده شده‌است.

## بند امیر در رسانه‌ها
آلبستر لیتهید، خبرنگار بی‌بی‌سی در مقاله خود از بند امیر نوشته‌است:
کوه‌های هندوکش بر فراز دره بند امیر که در ولایت بامیان افغانستان قرار دارد، با رنگ نزدیک به گلابی می‌درخشند، حوض‌های از آب‌های زیبا به وجود می‌آیند که به آبشارهای زیبا سرازیر می‌شوند. این یک بهشت است، یک واحه‌ای است در دشت. این یک حباب امن و صلح است در کشوری که عادت به جنگ و بی‌ثباتی کرده‌است.
خبرگزاری ایراف در مورد این جاذبه گردشگری افغانستان نوشت:
مناظر زیبا، دلپذیر و دلچسب این منطقه دولت مرکزی را واداشت تا بند امیر را به عنوان اولین پارک ملی در افغانستان اعلام کند، این بند یکی از عجایب طبیعی افغانستان به حساب می‌آید.

## نگارخانه

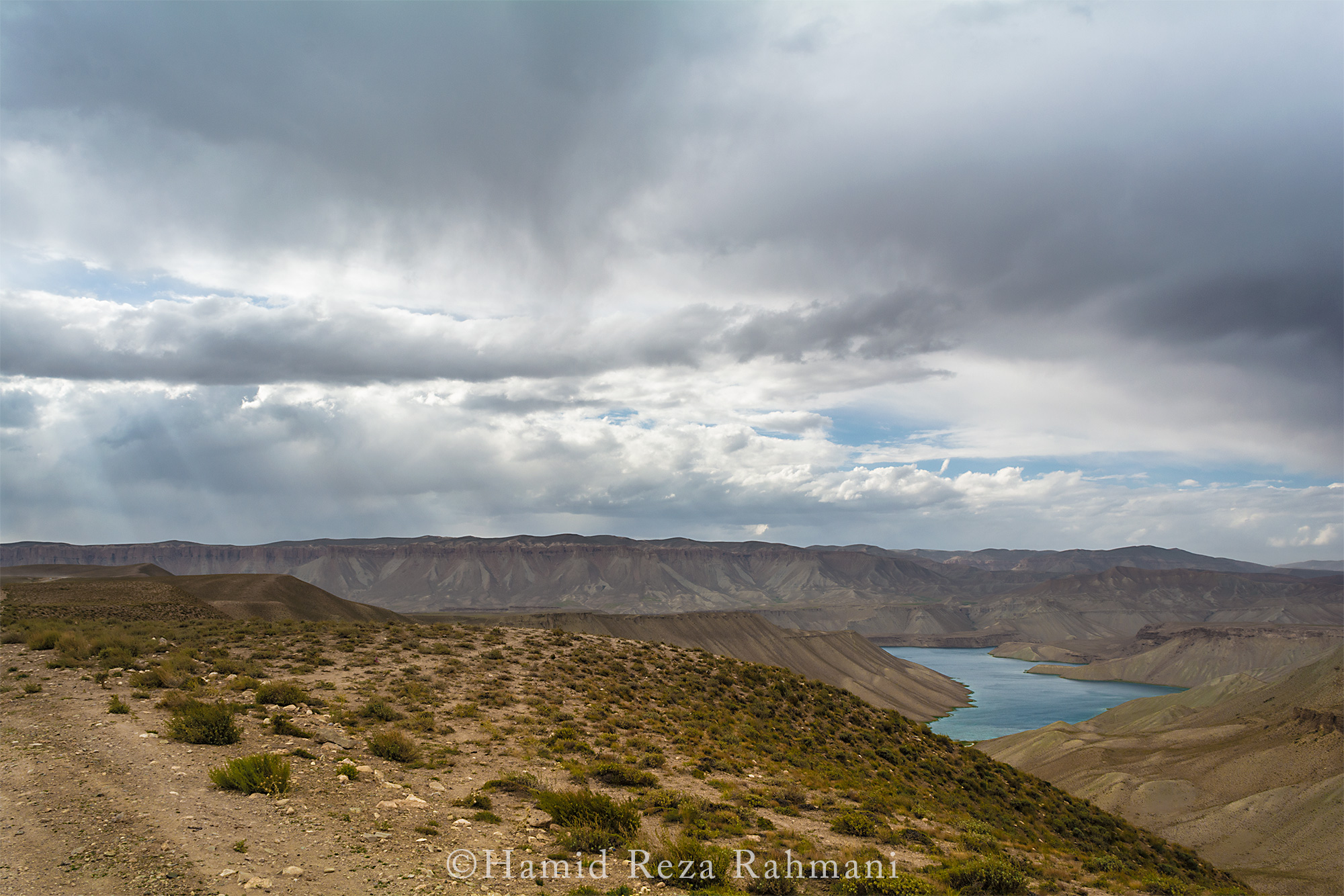
نمایی دیگر از پارک

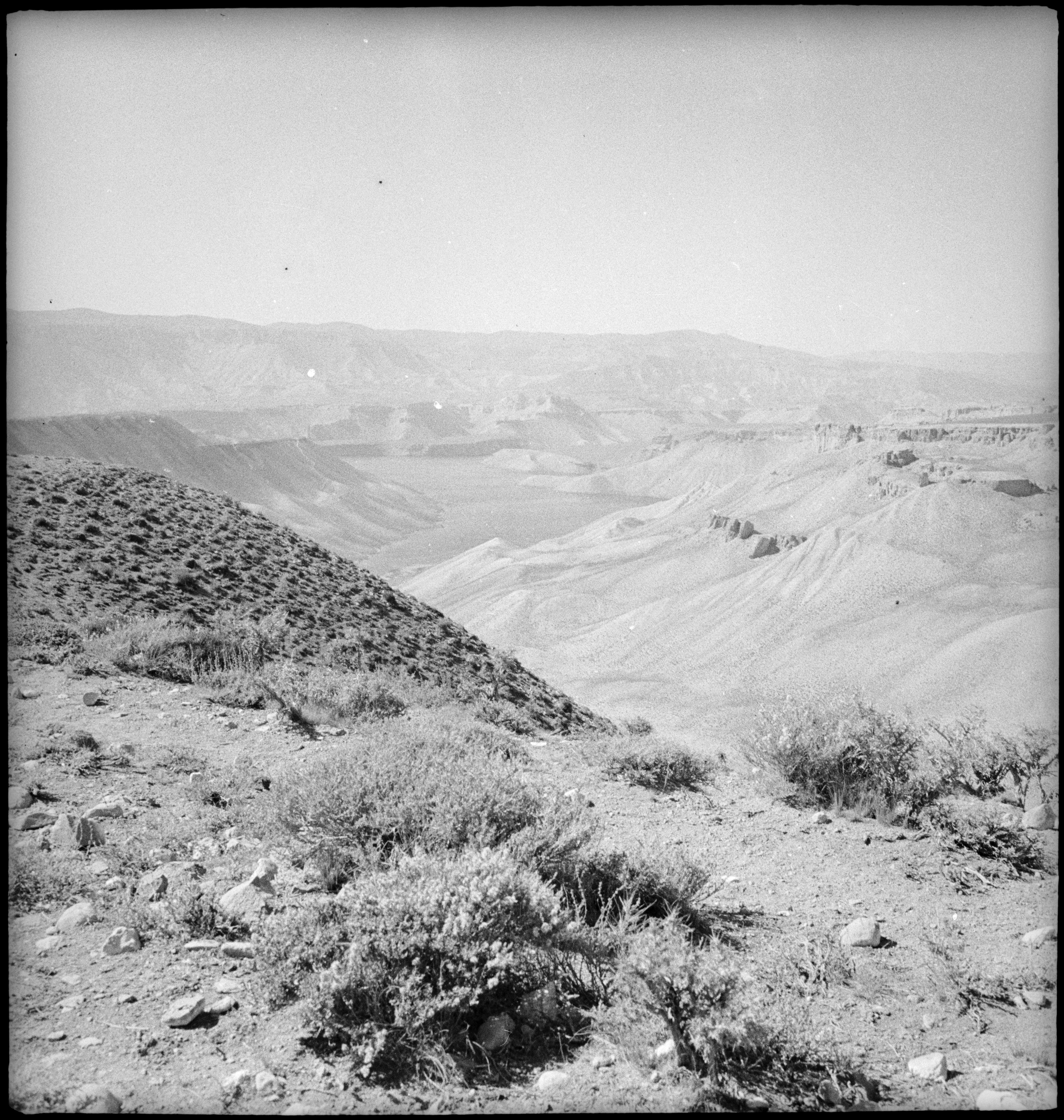
بند امیر (۱۹۳۹)
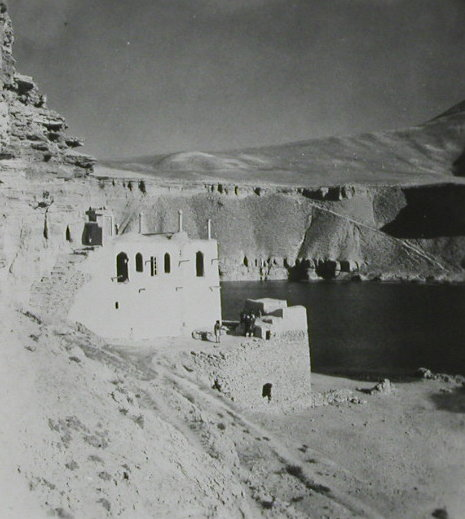
بند امیر (۱۹۳۹)
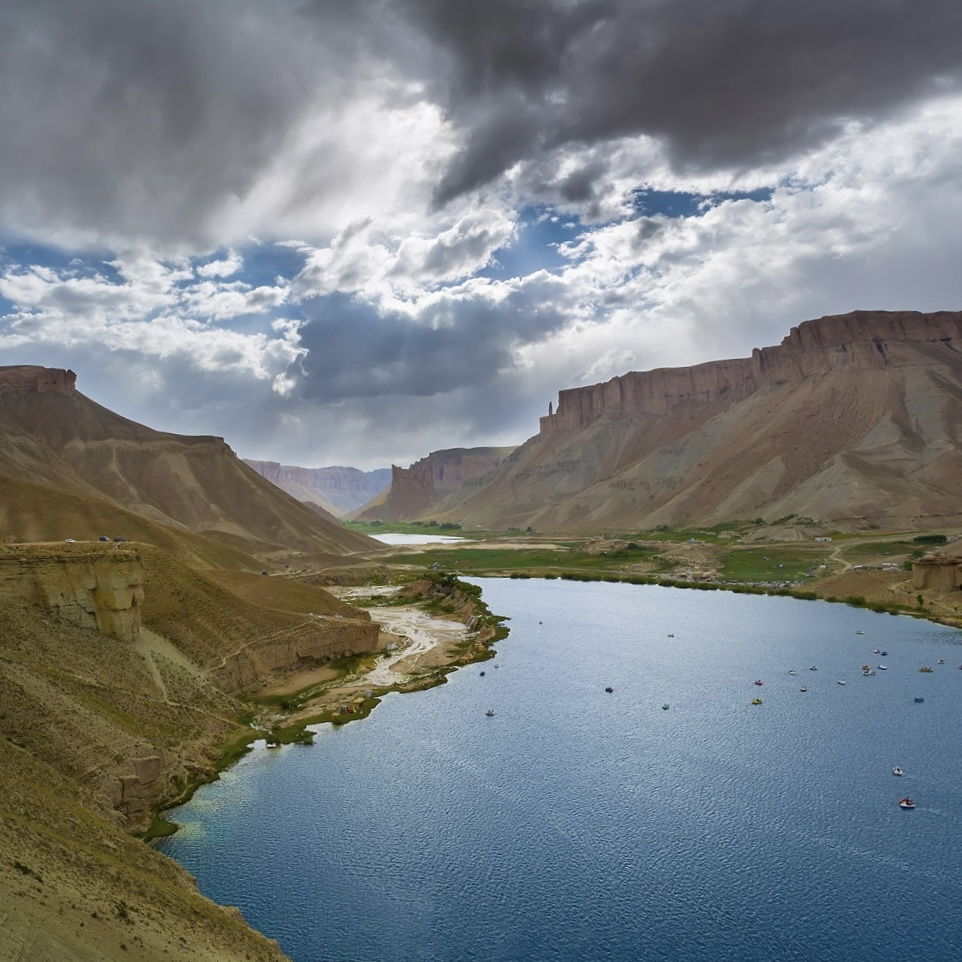
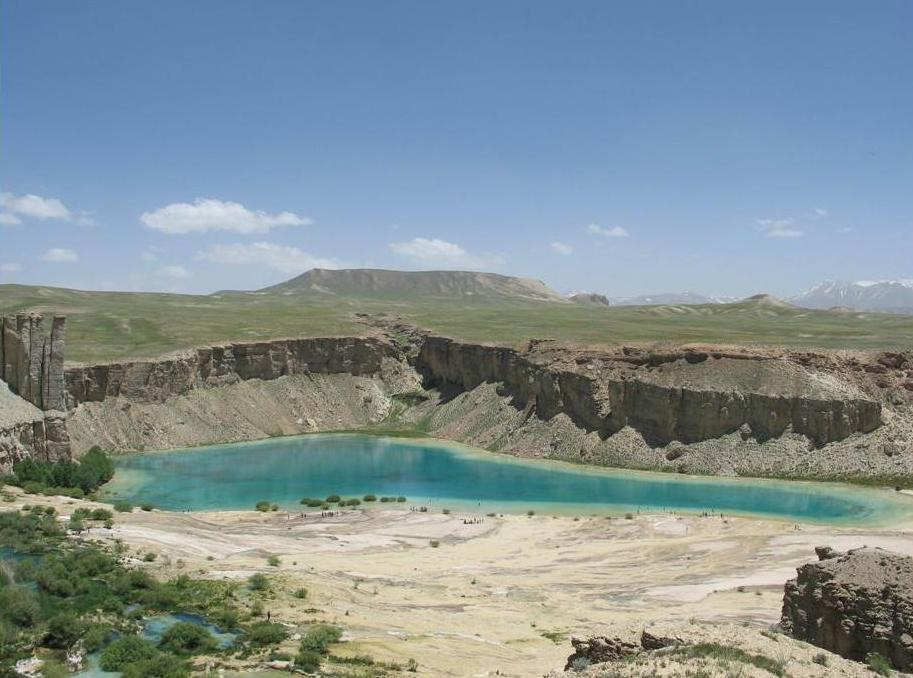
یکی از دریاچه‌های ناحیه بند امیر
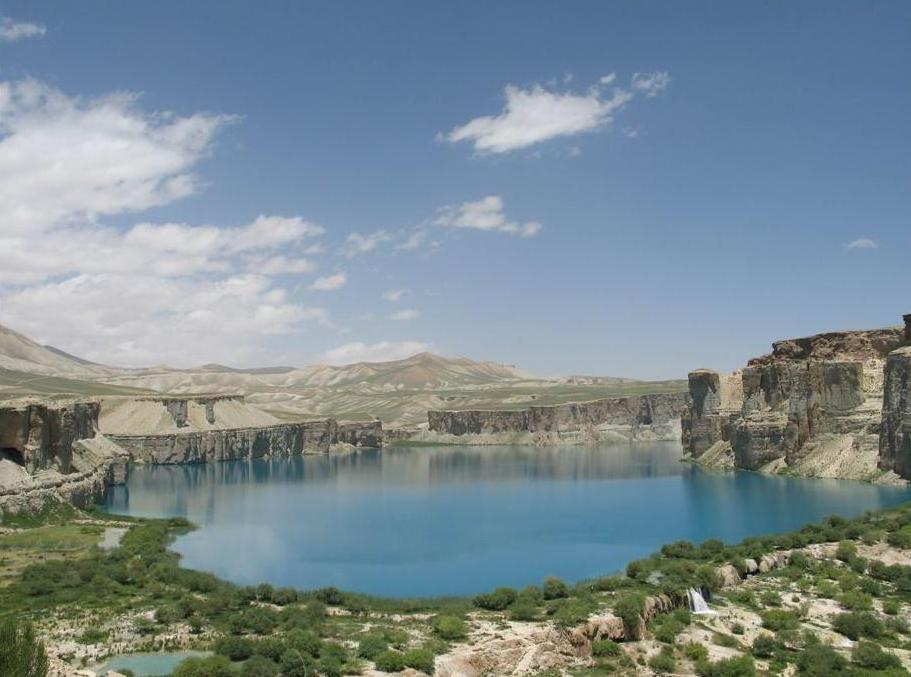
دریاچه دیگری در ناحیه بندامیر
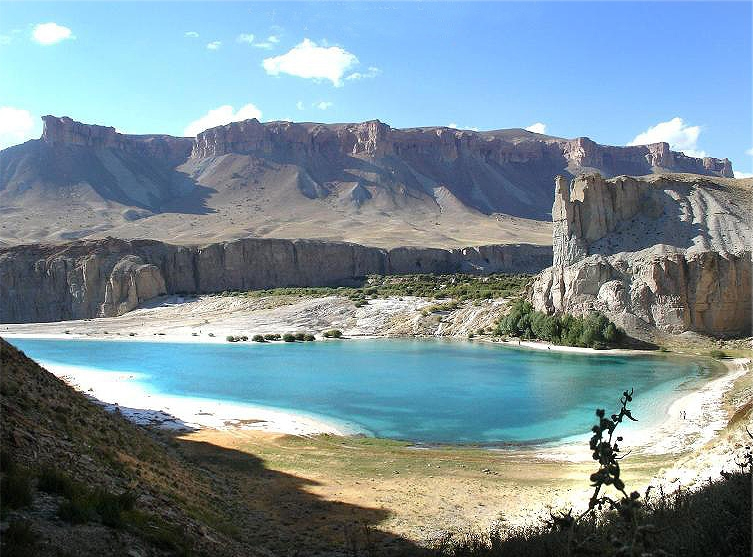
بند پنیر